# 死亡飞行
死亡飞行（西班牙語：vuelos de la muerte）是一种由空军执行的法外处决方式，受害者会被飞机或直升机抛入海洋、河流甚至山脉中而死。这是一种在内战中较为常用的处决方式，包括1947年的马达加斯加起义、1957年的阿尔及尔战役以及肮脏战争期间的阿根廷军政府都曾使用这种处决方式。在布干维尔内战期间这种处刑方式曾被用于处理酷刑死者和少部分生者。

## 使用国家

### 阿根廷
1976-1983年的阿根廷肮脏战争期间，数千人被强迫失踪，其中大部分被为独裁政权服务的团体所秘密绑架。阿根廷的人权团体估计约有3万人被强迫失踪，國際特赦組織则估计约有2万人失踪。这些失踪者中有许多死于路易斯·玛丽亚·门迪亚将军下令进行的死亡飞行之中：通常情况下，异议者会在被迷晕后赤身装入飞机中，扔进拉普拉塔河或者大西洋中。
据2005年在普遍管辖权下被判处反人类罪的前阿根廷海军军官阿道弗·希林格的证词，阿根廷在1977年至1978年间至少进行了180次死亡飞行，斯林构本人供认他参与了其中的两次，期间分别有13人和17人被抛下飞机。阿根廷海军在1977年和1978年中的每个星期三都会进行死亡飞行，希林格估计可能共有1500-2000人死于其中。
受害者有时会被逼着跳起欢快的舞蹈，以庆祝他们被告知即将到来的自由。希林格在1996年早些时候的一次采访中称：“因为被告知将要转移到南方，他们会在活泼欢快的音乐被迫跳舞以示庆祝……在此次之后，他们会被告知，由于要转移，他们必须接种疫苗。之后他们会被注射硫噴妥鈉并变得昏昏欲睡，再然后我们会把他们装上卡车，向机场驶去。”希林格在采访中称阿根廷海军“仍在隐瞒肮脏战争期间发生的事情”。

### 智利
奥古斯托·皮诺切特的前私人直升机飞行员奥列吉尔·贝纳文特承认，他曾多次将囚犯扔进大海或安第斯山脉的高处。
2001年，时任智利总统的里卡多·拉哥斯曾详细介绍120名平民的死亡飞行细节，说他们被从直升飞机扔进“智利的海洋、湖泊和河流”中。

### 哥伦比亚
在哥伦比亚内战中，哥伦比亚军队将持不同政见者从飞机上扔向游击队控制的地区。